# NGC 6824
NGC 6824 is een spiraalvormig sterrenstelsel in het sterrenbeeld Zwaan. Het hemelobject werd op 16 september 1792 ontdekt door de Duits-Britse astronoom William Herschel.

## Synoniemen
- UGC 11470
- MCG 9-32-12
- ZWG 281.8
- IRAS 19426+5559
- PGC 63575